# 787 Moskva
A 787 Moskva (ideiglenes jelöléssel 1914 UQ) a Naprendszer kisbolygóövében található aszteroida. Grigory Neujmin fedezte fel 1914. április 20-án.